# 尤里·阿尔楚塔诺夫
尤里·尼古拉耶维奇·阿尔楚塔诺夫（1929年10月5日—2019年1月1日），俄罗斯工程师，太空電梯思想先驱者之一，生于列宁格勒，毕业于列宁格勒理工学院。他提出空间电梯应该自上而下修建，而不是自地球向上修建，先把太空飞船送入轨道，然后将缆绳向下延伸，固定到地球上。